# Роберт Кимбро
Роберт Шејн Кимбро (енгл. Robert Shane Kimbrough; IPA:   рођен 4. јуна 1967) је астронаут агенције NASA и пензионисани пуковник војске Сједињених Америчких Држава. За астронаута је изабран 2004. године као члан 19. астронаутске групе америчке свемирске агенције. Ово је била прва група астронаута изабрана након несреће спејс-шатла Колумбија.
Први пут полетео је у свемир као члан посаде мисије СТС-120 орбитера Ендевор. Током мисије је учествовао и у два изласка у отворени свемир, са укупним трајањем од скоро 13 сати. У свемир је други пут полетео 19. октобра 2016. руском летелицом Сојуз МС-02 и боравио на Међународној свемирској станици до пролећа 2017. као члан Експедиција 49/50.
Ожењен је и има троје деце. Као своје хобије наводи бејзбол, голф, дизање тегова и трчање.